# Rookkwarts
Rookkwarts is een kwarts-variëteit. De kleur is rookbruin tot bijna zwart, doorschijnend. Heel donkere varianten worden morion genoemd.

## Voorkomen
Rookkwarts komt het meest voor in holten in intrusiegesteenten en hooggradige metamorfe gesteenten. In sedimentaire gesteenten en uitvloeiingsgesteenten is rookkwarts zeldzaam.
Vindplaatsen zijn in onder andere de Alpen, Brazilië, Rusland, Mexico, India, Ierland, Zimbabwe, Afghanistan en de VS.

## Eigenschappen
De kleur van rookkwarts wordt veroorzaakt door aluminium in het kristalrooster in combinatie met ioniserende straling. Het aluminium vervangt het silicium in de kristalstructuur waarbij het complex [AlO4−] wordt gevormd in plaats van [SiO4]. Om het ontstane ladingsverschil te compenseren, worden er tijdens de groei van het kristal gelijktijdig kleine monovalente kationen van bijvoorbeeld waterstof, lithium of natrium in de kristalstructuur opgenomen. Onder invloed van ioniserende straling verplaatst het elektron van het [AlO4−]-complex zich naar een kation en ontstaat een kleurcentrum. Dit proces voltrekt zich normaal gesproken alleen onder de 50 °C. Bij hogere temperaturen vindt de afbraak van de kleurcentra sneller plaats dan de aanmaak ervan. De bron van de ioniserende straling is meestal kalium-40, het omringende gesteente. De kleur van rookkwarts ontstaat dus lang nadat de kristallen gevormd zijn en kan enige miljoenen jaren in beslag nemen. Dit is ook de reden dan de meeste rookkwartsen in veldspaatrijke gesteenten zoals graniet ontstaan. Bij verhitting boven 200 °C zal rookkwarts zijn kleur verliezen. Het bestralen van helder kwarts (bergkristal) met röntgenstraling of gammastraling levert bijna altijd rookkwarts op. De methode wordt dan ook gebruikt om van kleurloos kwarts rookkwarts te maken.

## Esoterie
Rookkwarts wordt nu nog gebruikt voor rozenkransen en crucifixen.
Volgens diverse literatuur hoort het mineraal bij het sterrenbeeld Weegschaal.